# Strevi
Strevi (piemontesisch Strev) ist eine Gemeinde in der italienischen Provinz Alessandria (AL), Region Piemont. Es ist der Geburtsort des argentinischen Tangosängers Alberto Morán (1922–1997).

## Lage und Einwohner
Die Gemeinde Strevi liegt 27 km südwestlich von der Provinzhauptstadt Alessandria und 7 km nordöstlich von Acqui Terme auf einer Höhe von 150 m über dem Meeresspiegel an der Bormida. Sie umfasst eine Fläche von 15,21 km² und hat 1956 (Stand 31. Dezember 2023) Einwohner. 
Die Nachbargemeinden sind Acqui Terme, Cassine, Morsasco, Orsara Bormida, Ricaldone, Rivalta Bormida und Visone.

### Verkehrsanschluss
Die Staatsstraße SS30 umfährt seit 2009 die Gemeinde und befreit sie vom Durchgangsverkehr. Obwohl diese Umfahrung ein Überholverbot und eine Beschränkung auf 70 km/h hat, ereignen sich viele Unfälle, auch mit Todesopfern. Im Juni 2022 stießen ein Bus und ein Transporter zusammen, mit 4 Toten und zwei Schwerverletzten. Ein Schwerverletzter erlag später den Verletzungen. Seit dem 1. Januar 2025 wird diese Strecke mit Kameras überwacht und Übertretungen werden mit hohen Bußen bestraft. Bis zum nächsten Autobahnanschluss der Autostrada A26, bei Ovada, sind es etwa 20 km.
Stevi hat seit 1858 einen Bahnhof an der Bahnstrecke Alessandria–San Giuseppe di Cairo. In San Giuseppe di Cairo besteht Anschluss an die Bahnstrecke Turin–Fossano–Savona.

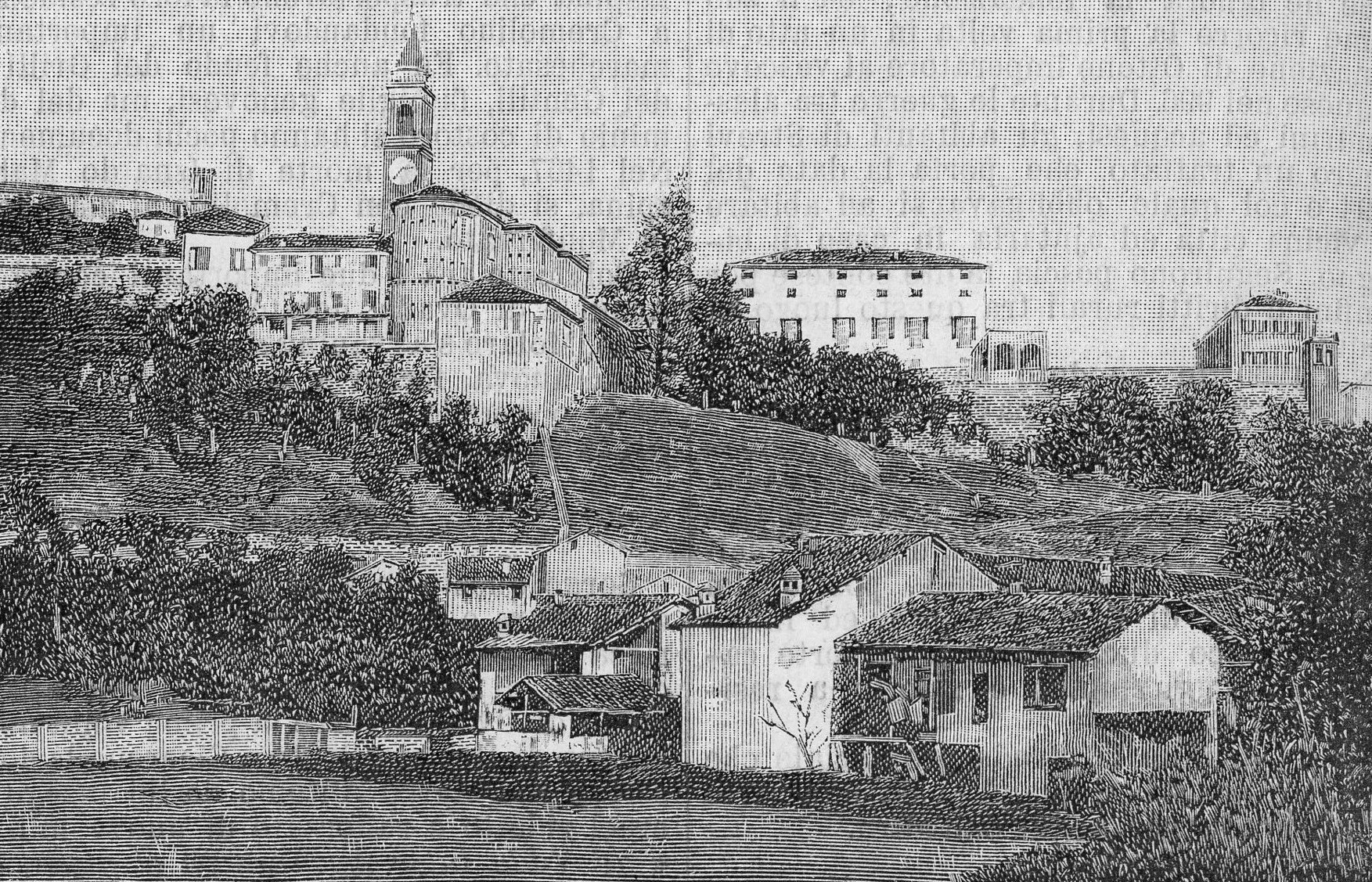
Panorama von Strevi, 1893

## Geschichte

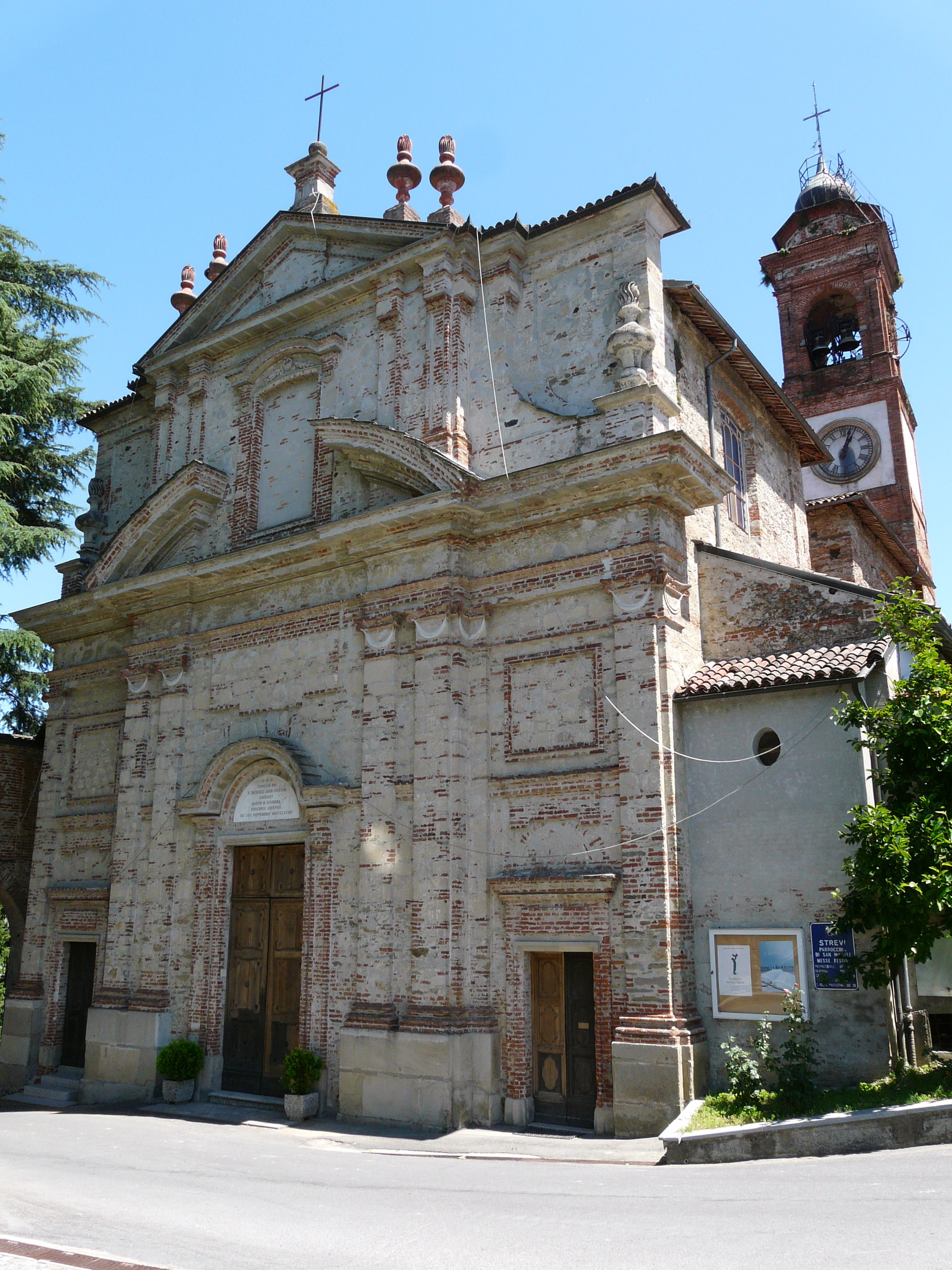
Kirche Erzengel Michael

Der Ortsname, abgeleitet von Setemvir, ein Beamter der Verwaltung der römischen Kolonien, ist seit 991 durch die Formen Septevrus belegt. Seine Bedeutung ist „(Ort) von Septemviro“. Erbaut in der Antike, wahrscheinlich dank der Ansiedlungen ligurischer und römischer Völker, wurde es erstmals in einer Urkunde aus dem Jahr 996 erwähnt, in der Otto III. es dem Bistum Acqui unterstellte. 
Der Legende nach entstand es jedoch aus der Siedlungsaktion von sieben von zehn Brüdern, die das Gebiet als Lager auswählten und nach reichlichem Wein aus der Region beschlossen, es in Anlehnung an ihren Status SEPTEM EBBRUM zu nennen. Es ist sicher bekannt, dass er sich mit den Menschen von Acqui verbündete, ein Bündnis, das der Bevölkerung eine gewisse Autonomie ermöglichte. Nachdem es 1259 zur Gemeinde erklärt worden war, geriet es um 1330 unter die Herrschaft der Markgrafen von Monferrato, die jedoch nach einer langen Zeit des Wohlstands gezwungen waren, es an Adelsfamilien zu verkaufen, um ihre wirtschaftlichen Probleme zu lösen. 
Es wurde von der Familie Della Rocchetta gekauft und ging dann an die Familie Valperga über, eine Familie, die bis zum Ende des 16. Jahrhunderts die lokale Macht innehatte, als die Familie Serra die Macht übernahm. Im Jahr 1799, bei der Ankunft der französischen Truppen, erhob sich die Bevölkerung von Strevi unter der Führung von Doktor Fabrizio Porta und setzte sich zunächst durch. Doch beim nächsten Angriff der Franzosen kapitulierte die Gemeinde und erlitt Plünderungen und Zerstörungen. Im 18. Jahrhundert gelangte es in den Besitz der Savoyer. 

## Sehenswürdigkeiten
- Die Überreste der alten Burg, heute Sitz der Gemeinde, die im Laufe der Jahrhunderte umgebaut wurde.
- Die Überreste einer mittelalterlichen Brücke, die den Verteidigungsgraben überquerte.
- Die Pfarrkirche San Michele, die im 18. und 19. Jahrhundert vom Alessandria-Architekten Caselli renoviert wurde.
- Die Villa der Grafen Grassi aus dem 16. Jahrhundert.
- Die Bischofsvilla, die im 14. Jahrhundert aus einem alten Kloster entstand.

## Kulinarische Spezialitäten
In Strevi werden Reben der Sorte Dolcetto für den Dolcetto d’Acqui, einen Rotwein mit DOC Status angebaut. Die Beeren der Rebsorten Spätburgunder und/oder Chardonnay dürfen zum Schaumwein Alta Langa verarbeitet werden. Die Muskateller-Rebe für den Asti Spumante, einen süßen DOCG-Schaumwein mit geringem Alkoholgehalt sowie für den Stillwein Moscato d’Asti wird hier ebenfalls angebaut. Aus der Rebsorte Brachetto wird der liebliche Schaumwein Brachetto d’Acqui hergestellt. Bei Strevi werden auch Reben der Sorte Barbera für den Barbera d’Asti, einen Rotwein mit DOCG Status sowie für den Barbera del Monferrato angebaut. Weiterhin werden hier auch die Reben der Sorte Moscato Bianco für den Strevi passito angebaut.

## Persönlichkeiten
- Alberto Morán (1922–1997), argentinischer Tangosänger